# Микеладзе, Вахтанг Евгеньевич
Вахта́нг Евге́ньевич Микела́дзе (16 июня 1937, Москва, РСФСР, СССР — 6 марта 2025) — советский и российский режиссёр документального кино, один из создателей документальных фильмов о преступности в России. Заслуженный деятель искусств Грузинской ССР (1979), Народный артист Республики Ингушетия (2004).

## Биография
Вахтанг Микеладзе родился 16 июня 1937 года в Москве в семье дирижёра Евгения Микеладзе. В том же году его дед, известный партийный деятель Иван Орахелашвили, и отец были расстреляны по приговору суда как «враги народа», а вся его семья, в том числе и Вахтанг, была выслана в Казахскую ССР. После реабилитации Орахелашвили Микеладзе сумел приехать в Москву, где познакомился с известным композитором Дмитрием Шостаковичем, который помог ему поступить во ВГИК на курс Р. Л. Кармена. В 1965 году Микеладзе окончил ВГИК по специальности «режиссёр документального кино».
Дипломная работа Микеладзе — фильм «Омало» — был закрыт для просмотра как антисоветский. В течение долгого времени Микеладзе работал на студии научно-популярных и документальных фильмов Грузинской ССР в Тбилиси, имел звание «режиссёра высшей категории». В 1988 году он организовал студию «Эко-фильм» в Москве и стал её художественным руководителем. С 1995 года Микеладзе сотрудничал с телекомпанией «РТС», также принимал участие в выпуске телепередачи «Человек и закон» на ОРТ.
В 1997 году Микеладзе начал снимать документальный цикл «Документальный детектив», рассказывавший о преступности в России. Первый фильм из цикла вышел в эфир 8 июля 1997 года. Программа выходила на «Первом канале» (ОРТ) с 1997 по 2005 год. 8 декабря 2006 года за этот документальный цикл ему была вручена премия ФСБ в номинации «Телевизионные и радиопрограммы». С 6 мая 2007 года на канале «ДТВ» был начат показ 36-серийного документального цикла «Шпионы и предатели», который рассказывал о самых знаменитых шпионах ЦРУ и КГБ. В 2008 году Микеладзе снял 40-серийный документальный цикл «Приговорённые пожизненно» о жизни в колониях особого режима для приговорённых к пожизненному лишению свободы. С 2009 по 2010 год им же было снято продолжение этого цикла — цикл «Пожизненно лишённые свободы». Микеладзе неоднократно давал интервью газетам о преступности в России.
Разнообразие творчеству Вахтанга Микеладзе придаёт цикл «Славные сыны Кавказа» и подобные.
Среди его учеников — кинорежиссёры Сергей Лучишин, Александр Хван, Андрей Дутов.
Умер 6 марта 2025 года в возрасте 87 лет.

## Фильмография
- 1962 — Строители дороги
- 1964 — Карпатский этюд
- 1965 — 352 часа в Анакопийской пропасти
- 1965 — Омало
- 1968 — Реставраторы
- 1969 — Плач оленя
- 1974 — Кузнец; Хлебороб
- 1975 — БАМ
- 1976 — Ключ от двери
- 1978 — Впереди коммунисты
- 1979 — Евгений Микеладзе
- 1980 — Комсомол
- 1983 — Я принял решение
- 1983 — Ожог
- 1991 — Колокол Армении
- 1993 — Серые цветы
- 1993 — Двух человек свидетельство
- 1996 — Печаль моя светла
- 1997—2005 — Документальный детектив[5]
- 2000 — В прицеле — президент!
- 2001 — Реквием
- 2002 — Серые цветы. 10 лет спустя
- 2004 — Ингушетия вчера, сегодня, завтра (совместно с С. А. Мамиловым)[15][16]
- 2006, 2008 — Планета Лобановского[17]
- 2006—2009 — Детективные истории[18]
- 2007 — Шпионы и предатели[7]
- 2008 — Приговорённые пожизненно
- 2009 — Бексолт Сейнароев (совместно с С. А. Мамиловым)
- 2009—2010 — Пожизненно лишённые свободы
- 2010 — Забытые герои Бреста (совместно с С. А. Мамиловым)
- 2011 — Тайфун под Москвой
- 2012 — Оборона Севастополя
- 2012—2013 — Забытая война
- 2013 — Умереть в Сталинграде[19]
- 2014 — Эрмитаж. Пульс жизни[20]
- 2016—2017 — Большие проблемы малого бизнеса

## Награды и премии
- Заслуженный деятель искусств Грузинской ССР (31 августа 1979) — за долголетнюю и плодотворную деятельность в деле развития грузинского советского киноискусства и активную работу в системе кинофикации и кинопроката, в связи с 60-летием советского кино[21]
- Премия Ленинского комсомола и золотой почётный знак ВЛКСМ (1980) — за фильмы «Впереди коммунисты» (1978) и «Комсомолец» (1980)
- Приз Экуменического жюри XXVI МКФ в Лейпциге
- Народный артист Республики Ингушетия (17 февраля 2004) — за большие заслуги в области кино и телевидения[22]
- Премия ФСБ России (номинация «Телевизионные и радиопрограммы», 2006) — за документальный цикл «Документальный детектив»
- Премия ФСИН «Хрустальная сова» (2008) — за цикл фильмов «Приговорённые пожизненно»